# 石井雪枝
石井 雪枝（いしい ゆきえ、1909年（明治42年）6月29日 - 1989年（平成元年）10月4日）は、日本の女性労働行政官、女性解放活動家。 

## 経歴
熊本県玉名郡高瀬町（現：玉名市）に生まれる。1927年、台北第一高等女学校卒業。平林たい子の誘いにより『文芸戦線』に参加し、同誌の編集責任者であり雑誌『労農』の同人だった石井安一と1930年に結婚。『労農』の編集にも携わった。
1937年、人民戦線事件で夫の石井安一が検挙。戦後は、1946年民主人民連盟、民主婦人協会（のちの民主婦人連盟）に参加。
1947年、労働省に入り、初代婦人少年局局長だった山川菊栄を補佐して、職員室（のちの婦人少年室）への女性職員採用事務を進めた。同局婦人課資料法規係長を経て、1969年、東京婦人少年室長を最後に労働省を退職。1962年山川菊栄が立ち上げた婦人問題懇話会（のち日本婦人問題懇話会）に参加し、のちに日本婦人会議（現・i女性会議）副議長も務めた。
山川菊栄没後の翌年1981年に田中寿美子、菅谷直子とともに山川菊枝記念会を設立し、1983年まで事務局を担当しながら、山川菊栄賞を通じてすぐれた女性学研究・調査の奨励に努めた。

## 著作
- 木瓜の実　石井雪枝エッセイ集（ドメス出版：1990年）
- 「半世紀の思い出－山川菊栄さんを偲ぶ」　山川菊栄記念会編『たたかう女性学へ　山川菊栄賞の歩み　1981～2000』インパクト出版会　2001年　ｐ295－298
- 国立国会図書館オンライン内「石井雪枝」検索結果（2022年4月5日）